# Ion Ansotegi
Ion Ansotegi Gorostola (* 13. Juli 1982 in Berriatua, Baskenland) ist ein ehemaliger spanischer Fußballspieler, der zuletzt bei RCD Mallorca spielte.

## Karriere
Ion Ansotegi startete seine Karriere als Fußballer bei SD Eibar in seiner baskischen Heimat. Dort spielte er zunächst im B-Team, ehe er für die Saison 2001/02 in das Zweitliga-Team der Eibars befördert wurde. Nach nur einem einzigen Einsatz in der gesamten Saison ging Ansotegi erstmal zum Drittligisten FC Barakaldo, wo er immerhin zwei Tore in 17 Einsätzen erzielte.
Im Sommer 2003 ging Ion Ansotegi zum B-Team des Erstligisten Real Sociedad, wo er die nächsten zwei Jahre als Stammspieler aktiv war. Mit seinen Leistungen konnte sich der Abwehrspieler in den Vordergrund spielen, so dass er 2005 in die erste Mannschaft hochgeholt wurde. Zwar spielte er seitdem regelmäßig für die „Txuri Urdin“, einen Stammplatz konnte er sich allerdings nie erarbeiten. Auch nach dem Abstieg in der Saison 2006/07 hielt er seinem Verein die Treue.